# Bộ Hải quân (Nhật Bản)

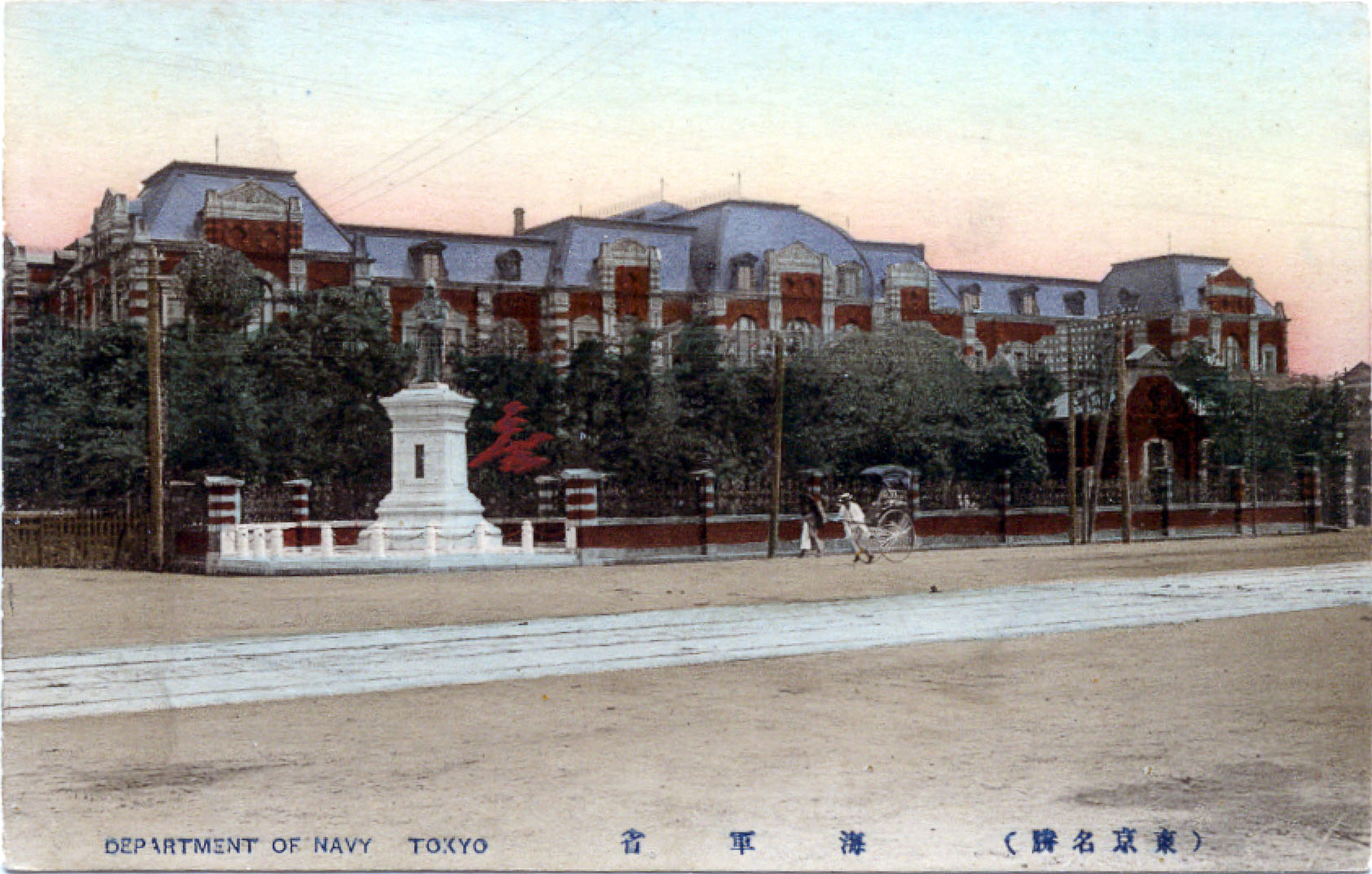
Tòa nhà Bộ Hải quân, Tokyo, vào khoảng năm 1890

Bộ Hải quân (海軍省 Kaigun-shō) là một bộ cấp nội các trong Đế quốc Nhật Bản được giao trọng trách xử lí các vấn đề hành chính của Hải quân Đế quốc Nhật Bản. Nó tồn tại từ năm 1872 đến năm 1945.

## Lịch sử
Bộ Hải quân được thành lập vào tháng 4 năm 1872, cùng với Bộ Lục quân, để thay thế Bộ Chiến tranh (兵部省 Hyōbushō) của Chính quyền Minh Trị thời kì đầu.
Ban đầu, Bộ Hải quân chịu trách nhiệm về cả quyền quản lý và điều hành Hải quân Đế quốc Nhật Bản. Tuy nhiên, với việc thành lập Tổng tham mưu Hải quân Đế quốc Nhật Bản vào tháng 5 năm 1893, bộ chỉ giữ những chức năng hành chính.
"Bộ chịu trách nhiệm về ngân sách hải quân, đóng tàu, thu mua vũ khí, nhân sự, quan hệ với Quốc hội và nội các và các vấn đề chung của chính sách hải quân. Tổng Tham mưu điều hành hoạt động của hạm đội và chuẩn bị các kế hoạch chiến tranh". Vị trí Bộ trưởng Hải quân là vị trí có ảnh hưởng chính trị lớn trong nội bộ hải quân. Bộ được thành lập chung với các bộ khác theo hệ thống Nội các của chính phủ năm 1885. Bộ Hải quân và Bộ Lục quân khác với các bộ khác trong nội các là họ không nằm dưới quyền Thủ tướng mà nằm dưới sự chỉ huy trực tiếp của Thiên Hoàng người được coi là Tổng tư lệnh toàn bộ lực lượng vũ trang Nhật Bản theo hiến pháp Minh Trị.
Cho đến những năm 1920, Bộ Hải quân có ảnh hưởng chính trị trên Tổng tham mưu Hải quân. Tuy nhiên, các sĩ quan của Tổng Tham mưu Hải Quân đã tìm thấy một cơ hội tại Hội nghị Hải quân Washington vào năm 1921–22 để cải thiện vị thế của họ. Tại cuộc họp này, Hoa Kỳ và Anh muốn thiết lập một tỷ lệ hải quân trên toàn thế giới, yêu cầu Nhật Bản giới hạn mình thành một hải quân nhỏ hơn các cường quốc phương Tây. Bộ Hải quân sẵn sàng muốn đồng ý với điều này, tìm cách duy trì Liên minh Anh-Nhật, nhưng Tổng Tham mưu Hải quân từ chối. Hải quân Đế quốc Nhật Bản đã bị chia thành các phe phái chính trị thù địch, phe Hạm đội và phe Hiệp ước đối lập thù địch lẫn nhau. Cuối cùng, hiệp ước đã được ký kết bởi Nhật Bản, nhưng bị Nhật hủy bỏ vào năm 1934. Qua thập niên 1930, với sự gia tăng tư tưởng quân phiệt Nhật, phe Hạm đội dần dần lấy được ưu thế trên phe Hiệp ước và thống trị Tổng tham mưu của Hải quân, chống lại sự kháng cự của Bộ Hải quân. Lợi dụng lợi thế, phe hiếu chiến bỏ qua sự cản trở của Bộ Hải quân để tổ chức và thực hiện cuộc Tấn công Trân Châu Cảng tuyên chiến với Hoa Kỳ.
Sau năm 1937, cả Bộ trưởng Hải quân và Tổng tham mưu trưởng Hải quân đều là thành viên của Đại bản doanh Đế quốc.
Với sự thất bại của Đế quốc Nhật trong Thế chiến thứ hai, Bộ Hải quân đã bị bãi bỏ cùng với Hải quân Đế quốc Nhật Bản bởi các cơ quan chiếm đóng Mỹ vào tháng 11 năm 1945 và không được hồi sinh trong Hiến pháp hậu chiến của Nhật Bản.

## Tổ chức

### Các đơn vị điều hành nội bộ
- Cục Quân sự
- Cục Huy động
- Cục Kỹ thuật
- Cục Nhân sự
- Cục Đào tạo
- Cục Y tế
- Cục Đóng tàu
- Cục Xây dựng Hải quân
- Văn phòng pháp lý
- Cục Hành chính / Kế toán

### Các đơn vị điều hành ngoại bộ
- Cục Hàng không Hải quân
- Học viện Hải quân
- Đại học Hải quân
- Trường Kế toán Hải quân
- Trường Y Hải Quân
- Trường Cơ khí Hải quân
- Bộ phận tàu ngầm
- Bộ phận Kênh và Đường thủy
- Phòng kỹ thuật hải quân
- Tòa án Hải quân
- Tòa án Hải quân Tokyo
- Bộ phận Chiến tranh Hóa học
- Bộ phận Radio và Radar
- Cục Hậu cần và Vận tải
- Bộ phận xây dựng hải quân
- Bộ phận bảo trì và sửa chữa hải quân
- Bộ phận Vũ khí tấn công đặc biệt
- Bộ phận phản ứng khẩn cấp
- Bộ phận Đào tạo Hàng không Hải quân
- Bộ phận tình báo hải quân

## Bộ trưởng Hải quân của Nhật Bản
Theo luật, các Bộ trưởng Hải quân phải được bổ nhiệm từ những đô đốc và phó đô đốc đương chức

### Tể tướng Hải quân thuộc Bộ Chiến tranh
- Katsu Kaishū
- Kawamura Sumiyoshi
- Enomoto Takeaki (Ngày 28 tháng 2 năm 1880 - ngày 7 tháng 4 năm 1881)
- Nakamuta Kuranosuke
- Kabayama Sukenori

### Bộ trưởng Hải quân theo Hiến pháp Minh Trị
| Số | Chân dung              | Tên                            | Nhiệm kì             | Nhiệm kì             | Thủ tướng            |
| -- | ---------------------- | ------------------------------ | -------------------- | -------------------- | -------------------- |
| 1  |                        | Saigō Jūdō 西郷 従道           | 22 Tháng 12 năm 1885 | 17 Tháng 5 năm 1890  | Itō lần thứ nhất     |
| 1  | Kuroda                 | Saigō Jūdō 西郷 従道           | 22 Tháng 12 năm 1885 | 17 Tháng 5 năm 1890  |                      |
| 1  | Yamagata lần thứ nhất  | Saigō Jūdō 西郷 従道           | 22 Tháng 12 năm 1885 | 17 Tháng 5 năm 1890  |                      |
| 2  |                        | Kabayama Sukenori 樺山 資紀    | 17 Tháng 5 năm 1890  | 8 Tháng 8 năm 1892   |                      |
| 2  | Matsukata lần thứ nhất | Kabayama Sukenori 樺山 資紀    | 17 Tháng 5 năm 1890  | 8 Tháng 8 năm 1892   |                      |
| 3  |                        | Nire Kagenori 仁礼 景範        | 8 Tháng 8 năm 1892   | 11 Tháng 3 năm 1893  | Itō lần thứ hai      |
| 4  |                        | Saigō Jūdō 西郷 従道           | 11 Tháng 3 năm 1893  | 8 Tháng 11 năm 1898  | Itō lần thứ hai      |
| 4  | Matsukata lần thứ hai  | Saigō Jūdō 西郷 従道           | 11 Tháng 3 năm 1893  | 8 Tháng 11 năm 1898  |                      |
| 4  | Itō lần thứ ba         | Saigō Jūdō 西郷 従道           | 11 Tháng 3 năm 1893  | 8 Tháng 11 năm 1898  |                      |
| 4  | Ōkuma lần thứ nhất     | Saigō Jūdō 西郷 従道           | 11 Tháng 3 năm 1893  | 8 Tháng 11 năm 1898  |                      |
| 5  |                        | Yamamoto Gonnohyōe 山本 權兵衞 | 8 Tháng 11 năm 1898  | 7 Tháng 1 năm 1906   | Yamagata lần thứ hai |
| 5  | Itō lần thứ tư         | Yamamoto Gonnohyōe 山本 權兵衞 | 8 Tháng 11 năm 1898  | 7 Tháng 1 năm 1906   |                      |
| 5  | Katsura lần thứ nhất   | Yamamoto Gonnohyōe 山本 權兵衞 | 8 Tháng 11 năm 1898  | 7 Tháng 1 năm 1906   |                      |
| 6  |                        | Saitō Makoto 斎藤 実           | 7 Tháng 1 năm 1906   | 16 Tháng 4 năm 1914  | Saionji lần thứ nhất |
| 6  | Katsura lần thứ hai    | Saitō Makoto 斎藤 実           | 7 Tháng 1 năm 1906   | 16 Tháng 4 năm 1914  |                      |
| 6  | Saionji lần thứ hai    | Saitō Makoto 斎藤 実           | 7 Tháng 1 năm 1906   | 16 Tháng 4 năm 1914  |                      |
| 6  | Katsura lần thứ ba     | Saitō Makoto 斎藤 実           | 7 Tháng 1 năm 1906   | 16 Tháng 4 năm 1914  |                      |
| 6  | Yamamoto lần thứ nhất  | Saitō Makoto 斎藤 実           | 7 Tháng 1 năm 1906   | 16 Tháng 4 năm 1914  |                      |
| 7  |                        | Yashiro Rokurō 八代 六郎       | 16 Tháng 4 năm 1914  | 8 Tháng 10 năm 1915  | Ōkuma lần thứ hai    |
| 8  |                        | Katō Tomosaburō 加藤 友三郎    | 8 Tháng 10 năm 1915  | 15 Tháng 5 năm 1923  | Ōkuma lần thứ hai    |
| 8  | Terauchi               | Katō Tomosaburō 加藤 友三郎    | 8 Tháng 10 năm 1915  | 15 Tháng 5 năm 1923  |                      |
| 8  | Hara                   | Katō Tomosaburō 加藤 友三郎    | 8 Tháng 10 năm 1915  | 15 Tháng 5 năm 1923  |                      |
| 8  | Takahashi              | Katō Tomosaburō 加藤 友三郎    | 8 Tháng 10 năm 1915  | 15 Tháng 5 năm 1923  |                      |
| 8  | Katō                   | Katō Tomosaburō 加藤 友三郎    | 8 Tháng 10 năm 1915  | 15 Tháng 5 năm 1923  |                      |
| 9  |                        | Takarabe Takeshi 財部 彪       | 15 Tháng 5 năm 1923  | 7 Tháng 1 năm 1924   |                      |
| 9  | Yamamoto lần thứ hai   | Takarabe Takeshi 財部 彪       | 15 Tháng 5 năm 1923  | 7 Tháng 1 năm 1924   |                      |
| 10 |                        | Murakami Kakuichi 村上 格一    | 7 Tháng 1 năm 1924   | 11 Tháng 6 năm 1924  | Kiyoura              |
| 11 |                        | Takarabe Takeshi 財部 彪       | 11 Tháng 6 năm 1924  | 20 Tháng 4 năm 1927  | Katō                 |
| 11 | Wakatsuki lần thứ nhất | Takarabe Takeshi 財部 彪       | 11 Tháng 6 năm 1924  | 20 Tháng 4 năm 1927  |                      |
| 12 |                        | Okada Keisuke 岡田 啓介        | 20 Tháng 4 năm 1927  | 2 Tháng 7 năm 1929   | Tanaka lần thứ nhất  |
| 13 |                        | Takarabe Takeshi 財部 彪       | 2 Tháng 7 năm 1929   | 3 Tháng 10 năm 1930  | Hamaguchi            |
| 14 |                        | Abo Kiyokazu 安保 清種         | 3 Tháng 10 năm 1930  | 13 Tháng 12 năm 1931 | Hamaguchi            |
| 14 | Wakatsuki lần thứ hai  | Abo Kiyokazu 安保 清種         | 3 Tháng 10 năm 1930  | 13 Tháng 12 năm 1931 |                      |
| 15 |                        | Ōsumi Mineo 大角 岑生          | 13 Tháng 12 năm 1931 | 9 Tháng 3 năm 1936   | Inukai               |
| 15 | Saitō                  | Ōsumi Mineo 大角 岑生          | 13 Tháng 12 năm 1931 | 9 Tháng 3 năm 1936   |                      |
| 15 | Saitō                  | Ōsumi Mineo 大角 岑生          | 13 Tháng 12 năm 1931 | 9 Tháng 3 năm 1936   |                      |
| 15 | Okada                  | Ōsumi Mineo 大角 岑生          | 13 Tháng 12 năm 1931 | 9 Tháng 3 năm 1936   |                      |
| 16 |                        | Nagano Osami 永野 修身         | 9 Tháng 3 năm 1936   | 2 Tháng 2 năm 1937   | Hirota               |
| 17 |                        | Yonai Mitsumasa 米内 光政      | 2 Tháng 2 năm 1937   | 30 Tháng 8 năm 1939  | Hayashi              |
| 17 | Konoe lần thứ nhất     | Yonai Mitsumasa 米内 光政      | 2 Tháng 2 năm 1937   | 30 Tháng 8 năm 1939  |                      |
| 17 | Hiranuma lần thứ nhất  | Yonai Mitsumasa 米内 光政      | 2 Tháng 2 năm 1937   | 30 Tháng 8 năm 1939  |                      |
| 18 |                        | Yoshida Zengo 吉田 善吾        | 30 Tháng 8 năm 1939  | 5 Tháng 9 năm 1940   | Abe                  |
| 18 | Yonai                  | Yoshida Zengo 吉田 善吾        | 30 Tháng 8 năm 1939  | 5 Tháng 9 năm 1940   |                      |
| 18 | Konoe lần thứ hai      | Yoshida Zengo 吉田 善吾        | 30 Tháng 8 năm 1939  | 5 Tháng 9 năm 1940   |                      |
| 19 |                        | Oikawa Koshirō 及川 古志郎     | 5 Tháng 9 năm 1940   | 18 Tháng 10 năm 1941 |                      |
| 19 | Konoe lần thứ ba       | Oikawa Koshirō 及川 古志郎     | 5 Tháng 9 năm 1940   | 18 Tháng 10 năm 1941 |                      |
| 20 |                        | Shimada Shigetarō 嶋田 繁太郎  | 18 Tháng 10 năm 1941 | 17 Tháng 7 năm 1944  | Tojo                 |
| 21 |                        | Nomura Naokuni 野村 直邦       | 17 Tháng 7 năm 1944  | 22 Tháng 7 năm 1944  | Tojo                 |
| 22 |                        | Yonai Mitsumasa 米内 光政      | 22 Tháng 7 năm 1944  | 1 Tháng 12 năm 1945  | Koiso                |
| 22 | Suzuki                 | Yonai Mitsumasa 米内 光政      | 22 Tháng 7 năm 1944  | 1 Tháng 12 năm 1945  |                      |
| 22 | Higashikuni            | Yonai Mitsumasa 米内 光政      | 22 Tháng 7 năm 1944  | 1 Tháng 12 năm 1945  |                      |
| 22 | Shidehara              | Yonai Mitsumasa 米内 光政      | 22 Tháng 7 năm 1944  | 1 Tháng 12 năm 1945  |                      |

### Sách
- Asada, Sadao (2006). From Mahan to Pearl Harbor: The Imperial Japanese Navy and the United States. US Naval Institute Press. ISBN 1-55750-042-8.
- Schencking, J. Charles (2005). Making Waves: Politics, Propaganda, And The Emergence Of The Imperial Japanese Navy, 1868–1922. Stanford University Press. ISBN 0-8047-4977-9.
- Spector, Ronald (1985). Eagle Against the Sun. New York: Vintage Books. ISBN 0-394-74101-3.